# 黃道高
黃道高，贵州兴义人，中国近代政治人物。
曾任少将参谋长。民国15年（1926年），擔任中华民国遵义府婺川縣縣長。后由柏輝章接任。